# Ратибор Тривунац
Ратибор Т. Тривунац (Београд, 2. октобар 1981) јесте српски политички активиста, анархиста, књижар и антиквар. Био је члан и један од оснивача Анархосиндикалистичке иницијативе, тренутно има статус пријатеља овог синдиката.
Шест чланова АСИ-ја (тзв. „Београдска шесторка”), укључујући Тривунца кога су медији прогласили вођом, ухапшени су и оптужени за кривично дело међународног тероризма 2009. Осуђен је на условну казну. Због осталих анархистичких деловања, више пута је осуђиван на краће затворске казне.

## Породица
Потиче из познате породице Тривунац из Суботинца, код Алексинца.
И с очеве и с мајчине стране, далеки преци су му били свештеници СПЦ веома блиски руском писцу Лаву Толстоју и његовом утицају на православље.
Отац му је српски бизнисмен Тихомир Р. Тривунац, с којим Ратибор није имао добар однос током одрастања, између осталог и због идеолошких ставова јер је Тихомир био богати предузетник и капиталиста, а Ратибор анархиста и левичар. Тривунчев деда који се такође звао Ратибор (шифровано име „Бели”) био је један од најбољих обавештајца (генерал Удбе) свога времена који је био на директној вези с Јосипом Брозом, а на почетку рата је био побратим са Николом Калабићем. Он признаје да му је деда био важна личност у одрастању. Његова баба била је преводилац турског језика за Јосипа Броза и учествовала је у доношењу Балканског пакта. Стриц Ратибора Тривунца Старијег је био Милош Тривунац, угледни српски академик и германиста, који је био министар просвете у Влади народнога спаса Милана Недића. Тривунчев деда је волео да каже да је Милош био црна овца његове фамилије, а сам Ратибор за Милоша Тривунца говори да му није жао што је стрељан без суђења као нацистички колаборациониста.
Тетка му је Соња Дрљевић, српска феминисткиња и анархиста. Тривунац сведочи да је због ње постао анархиста јер му је она давала анархистичко штиво. Она му је увек држала страну у идеолошкој борби против његовог оца Тихомира (Соњиног брата). Дрљевић га је упознала са Тривом Инђићем, српским академиком, и он се са 15 година придружио њиховој Београдској либертанској групи, која је у то време, према сведочењу Тривунца, била блиска анархизму.

## Анархизам и кривично гоњење
После завршене Шесте београдске гимназије, Тривунац је 2000. године уписао студије социологије на Филозофском факултету Универзитета у Београду. Имао је жељу да буде наставник социологије у гимназији. Међутим, већ на првом семестру је правио проблеме на предавањима, а посебно професору Миодрагу Зецу у вези са либералном економијом. После три године школовања је напустио факултет и посветио се чланству у покрету АСИ који је основан 19. октобра 2002. године.
Тривунац истиче да је, тад као млади леви либерал, био присутан на демонстрацијама 5. октобра 2000. и да је подржавао свргавање режима Слободана Милошевића.
Дана 21. маја 2009. Тривунац је ухапшен и осуђен на 10 дана затвора због паљења заставе САД уочи доласка потпредседника САД Џоа Бајдена у Београд.
Три месеца доцније, 24. августа 2009. група људи је молотовљевим коктелима палила грчку амбасаду у Београду из одмазде зато што је у Грчкој био притворен анархиста Тодорис Илиополус на једном скупу. Чланови АСИ-ја су осумњичени за овај напад, а стављао им се на терет кривично дело међународног тероризма. Медији су тај догађај описали као „суђење десетлећа”, а њих су прозвали „Београдска шесторка” и претило им је од три до 15 година затвора. Сам термин „Београдска шесторка” је алудирао на шесторицу поткултурних револуционара који су ухапшени 1980-их година у СФРЈ јер су одударали од главне идеологије титоизма у то време. Неки од чланова првобитне „Београдска шесторке” су били укључени у одбрану чланова АСИ-ја. Тривунца је бранило пет адвоката, међу којима су Срђа Поповић и Никола Баровић. Тривунац се, између осталог, бранио и тиме да је он и грчки држављанин, пошто му је једна бака била Гркиња и има грчки пасош. Провели су неколико месеци у притвору, а осуђени су на условне казне. Тривунац је добио три године условне казне, односно осам месеци затвора ако прекрши условну.
Године 2011. је Тривунац био ухапшен и прекршајно осуђен на 15 дана затвора у КПЗ Падинска Скела јер је предводио скуп против НАТО-а у Београду, током посете генерала НАТО-а главном граду Србије.
Почетком јануара 2022. године покренуо је свој серијал на јутјубу „Осматрачница” у ком Иван Златић и он коментаришу збивања у свету и Србији кроз два антикапиталистичка става, Златић као социјалдемократа, а Тривунац као анархиста.
Крајем марта 2025. године приведен је у полицијској управи Савски венац је због протеста поводом обележавања НАТО бомбардовања СРЈ и протеста против продаје Зграда генералштаба (непокретног културног добра Србије) америчкој компанији билској Доналду Трампу која би на том месту да прави луксузне коцкарнице и хотеле.

## Филмографија

### Улоге
| Год.    | Назив                      | Улога                     |
| ------- | -------------------------- | ------------------------- |
| 2000-те |                            |                           |
| 2009.   | Стара школа капитализма    | Анархистички револуционар |
| 2010-те |                            |                           |
| 2010.   | Тилва Рош                  | Вођа демонстрација (глас) |
| 2018.   | Међу људима: Живот и глума |                           |